# Nederland op de Olympische Zomerspelen 1948
Nederland nam deel aan de Olympische Zomerspelen 1948 in Londen, Engeland.

## Medailles
| Sport         | Olympiër                                                                                 | Discipline             | Medaille |
| ------------- | ---------------------------------------------------------------------------------------- | ---------------------- | -------- |
| Atletiek      | Fanny Blankers-Koen                                                                      | 100 m (v)              | Goud     |
| Atletiek      | Fanny Blankers-Koen                                                                      | 200 m (v)              | Goud     |
| Atletiek      | Fanny Blankers-Koen                                                                      | 80 m horden (v)        | Goud     |
| Atletiek      | Fanny Blankers-Koen Xenia Stad-de Jong Gerda van der Kade-Koudijs Nettie Witziers-Timmer | 4x100 m (v)            | Goud     |
| Zwemmen       | Nel van Vliet                                                                            | 200 m schoolslag (v)   | Goud     |
|               |                                                                                          |                        |          |
| Kanoën        | Lida van der Anker-Doedens                                                               | K1 500 m (v)           | Zilver   |
| Wielrennen    | Gerrit Voorting                                                                          | wegwedstrijd (m)       | Zilver   |
|               |                                                                                          |                        |          |
| Atletiek      | Wim Slijkhuis                                                                            | 1500 m (m)             | Brons    |
| Atletiek      | Wim Slijkhuis                                                                            | 5000 m (m)             | Brons    |
| Gewichtheffen | Bram Charité                                                                             | boven de 82,5 kg (m)   | Brons    |
| Hockey        | Olympisch team                                                                           | mannen                 | 3        |
| Waterpolo     | Olympisch team                                                                           | mannen                 | 3        |
| Zeilen        | Koos de Jong                                                                             | Firefly-klasse (m)     | Brons    |
| Zeilen        | Bob Maas Edward Stutterheim                                                              | Star-klasse (m)        | Brons    |
| Zwemmen       | Marie-Louise Vaessen                                                                     | 100 m vrije slag (v)   | Brons    |
| Zwemmen       | Margot Marsman Irma Schuhmacher Hannie Termeulen Marie-Louise Vaessen                    | 4x100 m vrije slag (v) | Brons    |

## Overzicht per sport
| Sport          | Deelnemers | Goud | Zilver | Brons | Totaal |
| -------------- | ---------- | ---- | ------ | ----- | ------ |
| Atletiek       | 22         | 4    |        | 2     | 6      |
| Boksen         | 6          |      |        |       | '      |
| Gewichtheffen  | 2          |      |        | 1     | 1      |
| Hockey         | 12         |      |        | 1     | 1      |
| Kanovaren      | 7          |      | 1      |       | 1      |
| Paardensport   | 5          |      |        |       | '      |
| Roeien         | 6          |      |        |       | '      |
| Schermen       | 9          |      |        |       | '      |
| Schietsport    | 4          |      |        |       | '      |
| Schoonspringen | 2          |      |        |       | '      |
| Turnen         | 8          |      |        |       | '      |
| Voetbal        | 12         |      |        |       | '      |
| Waterpolo      | 9          |      |        | 1     | 1      |
| Wielrennen     | 9          |      | 1      |       | 1      |
| Worstelen      | 4          |      |        |       | '      |
| Zeilen         | 8          |      |        | 2     | 2      |
| Zwemmen        | 12         | 1    |        | 2     | 3      |
| Totaal         | 137        | 5    | 2      | 9     | 16     |

## Resultaten per sport

### Atletiek
| Olympiër                                                                                 | Discipline         | Resultaat      | Prestatie                                                       |
| ---------------------------------------------------------------------------------------- | ------------------ | -------------- | --------------------------------------------------------------- |
| Jan Kleyn                                                                                | 100m (m)           | serie          | serie 8: 11,0 (4e tijd)                                         |
| Jan Meijer                                                                               | 100m (m)           | serie          | serie 4: 11,0 (3e tijd)                                         |
| Jo Zwaan                                                                                 | 100m (m)           | serie          | serie 12: 11,2 (4e tijd)                                        |
| Jan Lammers                                                                              | 200m (m)           | kwartfinale    | serie 12: 22,0 (2e tijd) KF 1: 22,1 (4e tijd)                   |
| Gabe Scholten                                                                            | 200m (m)           | serie          | serie 11: 22,2 (3e tijd)                                        |
| Frits de Ruijter                                                                         | 800m (m)           | halve finale   | serie 4: 1.54,4 (2e tijd) HF 3: 1.54,6 (6e tijd)                |
| Frits de Ruijter                                                                         | 1500m (m)          | serie          | serie 1: 3.55,2 (4e tijd)                                       |
| Wim Slijkhuis                                                                            | 1500m (m)          | Brons          | serie 2: 3.52,4 (1e tijd) finale: 3.50,4                        |
| Wim Slijkhuis                                                                            | 5000m (m)          | Brons          | serie 3: 15.06,8 (1e tijd) finale: 14.26,8                      |
| Jef Lataster                                                                             | 5000m (m)          | serie          | serie : 15.39,0 (7e tijd)                                       |
| Jef Lataster                                                                             | 10.000m (m)        | Niet geplaatst | Tijd niet gemeten                                               |
| Jan Zwaan                                                                                | 110m horden (m)    | serie          | serie 4: 15,3 (4e tijd)                                         |
| Jan Lammers Jan Meijer Gabe Scholten Jo Zwaan                                            | 4x100m (m)         | 6e             | serie 3: 41,7 (1e tijd) finale: 41,9                            |
| Hans Houtzager sr.                                                                       | kogelslingeren (m) | 12e            | 45,69                                                           |
| Nico Lutkeveld                                                                           | speerwerpen (m)    | kwalificatie   | kwalificatie: 56,25m                                            |
|                                                                                          |                    |                |                                                                 |
| Fanny Blankers-Koen                                                                      | 100m (v)           | Goud           | serie 1: 12,0 (1e tijd) HF 1: 12,0 (1e tijd) finale: 11,9       |
| Fanny Blankers-Koen                                                                      | 200m (v)           | Goud           | serie 1: 25,7 OR (1e tijd) HF 1: 24,3 OR (1e tijd) finale: 24,4 |
| Fanny Blankers-Koen                                                                      | 80m horden (v)     | Goud           | serie 1: 11,3 OR (1e tijd) HF 1: 11,4 (1e tijd) finale: 11,2 WR |
| Grietje de Jongh                                                                         | 100m (v)           | halve finale   | serie 9: 12,9 (2e tijd) HF 3: (6e tijd)                         |
| Grietje de Jongh                                                                         | 200m (v)           | serie          | serie 6: 26,2 (3e tijd)                                         |
| Xenia Stad-de Jong                                                                       | 100m (v)           | halve finale   | serie 8: 12,9 (2e tijd) HF 2: (5e tijd)                         |
| Nel Karelse                                                                              | 200m (v)           | HF             | serie 7: 26,0 (2e tijd) HF 2: (5e tijd)                         |
| Nel Karelse                                                                              | verspringen (v)    | 5e             | 5,545m                                                          |
| Gerda van der Kade-Koudijs                                                               | 80m horden (v)     | HF             | serie 4: 12,2 (2e tijd) HF 2: (5e tijd)                         |
| Gerda van der Kade-Koudijs                                                               | verspringen (v)    | 4e             | 5,570m                                                          |
| Fanny Blankers-Koen Gerda van der Kade-Koudijs Xenia Stad-de Jong Nettie Witziers-Timmer | 4x100m (v)         | Goud           | serie 3: 47,6 (1e tijd) finale: 47,5                            |
| Ans Panhorst-Niesink                                                                     | discuswerpen (v)   | 6e             | 38,74m                                                          |
| Ans Panhorst-Niesink                                                                     | kogelstoten (v)    | Niet geplaatst | Kwalificatie: 11,180 meter                                      |
| Nel Roos-Lodder                                                                          | discuswerpen (v)   | 13e            | 36,15m                                                          |
| Elly Dammers                                                                             | speerwerpen (v)    | 8e             | 38,23m                                                          |
| Ans Koning                                                                               | speerwerpen (v)    | 6e             | 40,33m                                                          |
| Jo Teunissen-Waalboer                                                                    | speerwerpen (v)    | 5e             | 40,92m                                                          |

### Boksen
| Olympiër            | Discipline                    | Resultaat   | Prestatie |
| ------------------- | ----------------------------- | ----------- | --- |
| Herman Corman       | vlieggewicht (-51 kg) (m)     | kwartfinale | 1/16F: versloeg Ghasem Rassaeli Iran 1/8F: versloeg Maung Myo Thant Birma KF: verloor van Han Soo-Ann Zuid-Korea                            |
| Moos Linneman       | vedergewicht (-58 kg) (m)     | 1/16F       | 1/16F: verloor van Kevin Martin Ierland |
| Jan Remie           | lichtgewicht (-62 kg) (m)     | 1/16F       | 1/16F: verloor van Donald Cooper Groot-Brittannië                                                                                           |
| Frits Wijngaard     | weltergewicht (-67 kg) (m)    | 1/16F       | 1/16F: verloor van Zygmunt Chychła Polen |
| Jan Schubart        | middengewicht (-73 kg) (m)    | kwartfinale | 1/16F: versloeg Miloslav Prihoda Tsjecho-Slowakije 1/8F: versloeg Mustafa Mohamed Fahim Egypte LF: verloor van John Wright Groot-Brittannië |
| Hennie Quentemeijer | halfzwaargewicht (-80 kg) (m) | 1/16F       | 1/16F: verloor van Mauro Cia Argentinië |

### Gewichtheffen
| Olympiër     | Discipline              | Resultaat | Prestatie                                                               |
| ------------ | ----------------------- | --------- | ----------------------------------------------------------------------- |
| Jan Smeekens | middengewicht (-75 kg)  | 12e       | drukken: 095,0 kg trekken: 102,5 kg stoten: 0132,5 kg totaal: 0330,0 kg |
| Bram Charité | zwaargewicht (+82,5 kg) | Brons     | drukken:127,5 kg trekken: 125,0 kg stoten: 0160,0 kg totaal: 0412,5 kg  |

### Hockey
| Olympiër | Discipline | Resultaat | Prestatie |
| --- | ---------- | --------- | --- |
| André Boerstra Henk Bouwman Piet Bromberg Harry Derckx Han Drijver Dik Esser Roepie Kruize Jenne Langhout Dick Loggere Ton Richter Eddy Tiel Wim van Heel | mannen     | Brons     | voorronde 4-1 Nederland - België 4-1 Nederland - Denemarken 2-0 Nederland - Frankrijk 1-6 Nederland - Pakistan HF: 1-2 Nederland - India om brons 1-1 Nederland - Pakistan 4-1 Nederland - Pakistan |

### Kanovaren
| Olympiër                   | Discipline      | Resultaat | Prestatie                              |
| -------------------------- | --------------- | --------- | -------------------------------------- |
| Wim van der Kroft          | K-1 1000m (m)   | 5e        | serie: 4.46,2 (4e tijd) finale: 4.43,5 |
| Jochem Bobeldijk           | K-1 10.000m (m) | 6e        | finale: 52.13,2                        |
| Cees Gravesteyn Wim Pool   | K-2 1000m (m)   | 6e        | serie: (3e tijd) finale: 4.15,8        |
| Cornelis Koch Harry Stroo  | K-2 10.000m (m) | 6e        | finale: 47.35,6                        |
|                            |                 |           |                                        |
| Lida van der Anker-Doedens | K-1 500m (v)    | Zilver    | serie: 2.35,4 (2e tijd) finale: 2.32,8 |

### Paardensport
| Olympiër                                    | Discipline                     | Resultaat      | Prestatie      |
| ------------------------------------------- | ------------------------------ | -------------- | -------------- |
| Joachim Gruppelaar                          | Springconcours individueel (m) | 20e plaats     | 36 punten      |
| Jan de Bruine                               | Springconcours individueel (m) | Niet geplaatst | Uitgeschakeld  |
| Jaap Rijks                                  | Springconcours individueel (m) | Niet geplaatst | Uitgeschakeld  |
| Joachim Gruppelaar Jan de Bruine Jaap Rijks | Springconcours team (m)        | Niet geplaatst | Uitgeschakeld  |
| Ernest van Loon                             | Drie-dagen evenement           | 13e plaats     | -62,00 punten  |
| Dick ten Cate                               | Drie-dagen evenement           | 24e plaats     | -145,00 punten |

### Roeien
| Olympiër                                                     | Discipline               | Resultaat  | Prestatie                                            |
| ------------------------------------------------------------ | ------------------------ | ---------- | ---------------------------------------------------- |
| Henk van der Meer Tom Neumeier                               | dubbel-twee (m)          | herkansing | serie: 6.56,1 (2e tijd) herkansing: 7.00,2 (2e tijd) |
| Han van den Berg Han Dekker Sietze Haarsma Hein van Suylekom | vier-zonder stuurman (m) | 5e         | serie: 6.47,1 (1e tijd) HF: 7.32,0 (2e tijd)         |

### Schermen
| Olympiër                                                                     | Discipline             | Resultaat      | Prestatie                                                                          |
| ---------------------------------------------------------------------------- | ---------------------- | -------------- | ---------------------------------------------------------------------------------- |
| Henny ter Weer                                                               | Floret individueel (m) | Niet geplaatst | Eerste ronde 4 overwinningen Tweede ronde 2 overwinningen                          |
| Johannes Zoet                                                                | Floret individueel (m) | Niet geplaatst | Eerste ronde 2 overwinningen                                                       |
| Eddy Kuijpers                                                                | Floret individueel (m) | Niet geplaatst | Eerste ronde 1 overwinning                                                         |
| Willem van den Berg Henny ter Weer Frans Mosman Eddy Kuijpers                | Floret team (m)        | Niet geplaatst | Eerste ronde 0 overwinningen                                                       |
| Roelof Hordijk                                                               | Degen individueel (m)  | Niet geplaatst | Eerste ronde 1 overwinning Tweede ronde 2 overwinningen                            |
| Eddy Kuijpers                                                                | Sabel individueel (m)  | Niet geplaatst | Eerste ronde 5 overwinningen Tweede ronde 3 overwinningen                          |
| Willem van den Berg                                                          | Sabel individueel (m)  | Niet geplaatst | Eerste ronde 3 overwinningen Tweede ronde 3 overwinningen                          |
| Frans Mosman                                                                 | Sabel individueel (m)  | Niet geplaatst | Eerste ronde 3 overwinningen Tweede ronde 2 overwinningen                          |
| Henny ter Weer Antoon Hoevers Willem van den Berg Frans Mosman Eddy Kuijpers | Sabel team (m)         | Niet geplaatst | Eerste ronde 1 overwinning Tweede ronde 1 overwinning Halve finale 0 overwinningen |
|                                                                              |                        |                |                                                                                    |
| Mary Meyer-van der Sluis                                                     | Floret individueel (v) | Niet geplaatst | Eerste ronde 2 overwinningen                                                       |
| Anja Secréve                                                                 | Floret individueel (v) | Niet geplaatst | Eerste ronde 2 overwinningen                                                       |

### Schietsport
| Olympiër              | Discipline                      | Resultaat  | Prestatie  |
| --------------------- | ------------------------------- | ---------- | ---------- |
| Paulus Kessels        | Snelvuurpistool 25 m (m)        | 52e plaats | 479 punten |
| Jan Hendrik Brussaard | Kleinkalibergeweer 50 m liggend | 29e plaats | 588 punten |
| Geurt Schoonman       | Kleinkalibergeweer 50 m liggend | 51e plaats | 580 punten |
| Christiaan Both       | Kleinkalibergeweer 50 m liggend | 61e plaats | 572 punten |

### Schoonspringen
| Olympiër   | Discipline        | Resultaat | Prestatie                                                |
| ---------- | ----------------- | --------- | -------------------------------------------------------- |
| Coby Floor | 3 meter plank (v) | 12e       | Voorronde: 37.51 (12e) Finale: 45.63 (11e) Totaal: 83.14 |
| Kiki Heck  | 3 meter plank (v) | 8e        | Voorronde: 39.09 (10e) Finale: 48.52 (7e) Totaal: 87.61  |

### Turnen
| Olympiër | Discipline | Resultaat | Prestatie     |
| --- | ---------- | --------- | ------------- |
| Cootje van Kampen-Tonneman Lenie Gerrietsen Jacob Wijnands Annie Ros Anna Maria van Genee Klara Post Truida Heil-Bonnet Dientje Meijer-Haantjes | Team (v)   | 5e plaats | 408,35 punten |

### Voetbal
| Olympiër | Discipline | Resultaat | Prestatie                                                                         |
| --- | ---------- | --------- | --------------------------------------------------------------------------------- |
| Piet Kraak Jeu van Bun Bram Appel André Roosenburg Kees Rijvers Abe Lenstra Kees Krijgh Henk Schijvenaar Cock van der Tuijn Rinus Terlouw Arie de Vroet Faas Wilkes | mannen     | 1/8F:     | voorronde 3-1 Nederland - Ierland achtste finale 3-4 Nederland - Groot-Brittannië |

### Waterpolo
| Olympiër | Discipline | Resultaat | Prestatie |
| --- | ---------- | --------- | --- |
| Cor Braasem Ruud van Feggelen Henny Keetelaar Nijs Korevaar Joop Rohner Frits Ruimschotel Piet Salomons Frits Smol Hans Stam | mannen     | Brons     | eerste ronde 12-1 Nederland - India 14-0 Nederland - Chili tweede ronde 5-2 Nederland - Spanje resultaat tegen India meegenomen derde ronde 3-3 Nederland - België 5-3 Nederland - Zweden resultaat tegen Spanje meegenomen finale ronde 4-4 Nederland - Hongarije 2-4 Nederland - Italië resultaat tegen België meegenomen |

### Wielersport
| Olympiër                                                  | Discipline               | Resultaat   | Prestatie |
| --------------------------------------------------------- | ------------------------ | ----------- | --- |
| Jan Hijzelendoorn                                         | sprint(m)                |             | ronde 1: versloeg Reinaldo Paseiro Cuba ronde 2: niet gefinisht ronde 2*: verloor van Leonel Rocca Uruguay                |
| Theo Blankenauw                                           | 1000m tijdrit (m)        | 12e         | 1.17,7 |
| Klaas Buchly Tinus van Gelder                             | tandem (m)               | kwartfinale | ronde 1: verloren van Zwitserland herkansing tweede achter België versloegen Argentinië KF: verloren van Groot-Brittannië |
| Theo Blankenauw Henk Faanhof Joop Harmans Gerrit Voorting | ploegenachtervolging (m) | 1/8F        | 1/8F: verloren van Uruguay                                                                                                |
|                                                           |                          |             | |
| Henk Faanhof                                              | wegwedstrijd (m)         | -           | uitgevallen |
| Evert Grift                                               | wegwedstrijd (m)         | -           | uitgevallen |
| Piet Peters                                               | wegwedstrijd (m)         | -           | uitgevallen |
| Gerrit Voorting                                           | wegwedstrijd (m)         | Zilver      | 5:18.16,2 (+0.03,6) |
| Henk Faanhof Evert Grift Piet Peters Gerrit Voorting      | wegwedstrijd team (m)    | -           | geen drie gefinishte rijders                                                                                              |

- * deze heat werd overgereden

### Worstelen
| Olympiër          | Discipline                | Resultaat      | Prestatie |
| Grieks-Romeins    | Grieks-Romeins            | Grieks-Romeins | Grieks-Romeins |
| ----------------- | ------------------------- | -------------- | --- |
| Henk Dijk         | Vedergewicht (tot 62 kg)  | Niet geplaatst | Eerste ronde Versloeg Omar Blebel Tweede ronde Verloor van El-Sayed Mohamed Kandil Derde ronde Verloor van Erkii Talosela          |
| Johannes Munnikes | Lichtgewicht (tot 67 kg)  | 5e plaats      | Eerste ronde Bye Tweede ronde Versloeg Frans Rombaut Derde ronde Verloor van Eero Virtanen Vierde ronde Verloor van Károly Ferencz |
| Johan Schouten    | Weltergewicht (tot 73 kg) | Teruggetrokken | Eerste ronde Verloor van Gösta Andersson Tweede ronde Bye                                                                          |
| Klaas de Groot    | Vedergewicht (tot 79 kg)  | Niet geplaatst | Eerste ronde Verloor van Muhlis Tayfur Tweede ronde Verloor van Gyula Németi                                                       |

### Zeilen
| Olympiër                                     | Discipline     | Resultaat | Prestatie |
| -------------------------------------------- | -------------- | --------- | --- |
| Koos de Jong                                 | Firefly-klasse | Brons     | 645 punten (6e) 724 punten (5e) 193 punten (17e) 821 punten (64e) 946 punten (3e) 1122 punten (2e) 5204 punten               |
| Bob Maas Edward Stutterheim                  | star           | Brons     | 854 punten (3e) 632 punten (5e) 632 punten (5e) 854 punten (3e) 729 punten (4e) 1030 punten (2e) 486 punten (7e) 4731 punten |
| Wim de Vries Lentsch jr. Flip Keegstra       | Swallow-klasse | 11e       | 0 punten (DNF) 133 punten (13e) 469 punten (6e) 645 punten (4e) 133 punten (13e) 344 punten (8e) 770 punten (3e) 2494 punten |
| Kees Jonker Biem Dudok van Heel Wim van Duyl | draken-klasse  | 8e        | 481 punten (5e) 402 punten (6e) 335 punten (7e) 139 punten (11e) 277 punten (8e) 578 punten (4e) 335 punten (7e) 2408 punten |

### Zwemmen
| Olympiër                                                              | Discipline      | Resultaat    | Prestatie                                                             |
| --------------------------------------------------------------------- | --------------- | ------------ | --------------------------------------------------------------------- |
| Kees Kievit                                                           | 100m rug (m)    | halve finale | serie 1: 1.10,8 (2e tijd) HF 1: 1.11,3 (7e tijd)                      |
| Bob Bonte                                                             | 200m school (m) | 8e           | serie 2: 2.48,7 (2e tijd) HF 2: 2.47,0 (3e tijd) finale: 2.47,6       |
|                                                                       |                 |              |                                                                       |
| Irma Schuhmacher                                                      | 100m vrij (v)   | 6e           | serie 1: 1.07,9 (1e tijd) HF 1: 1.07,7 (3e tijd) finale: 1.08,4       |
| Hannie Termeulen                                                      | 100m vrij (v)   | serie        | serie 5: 1.09,8 (4e tijd)                                             |
| Marie-Louise Vaessen                                                  | 100m vrij (v)   | Brons        | serie 2: 1.07,5 (2e tijd) HF 2: 1.08,4 (2e tijd) 1.07,6               |
| Dicky van Ekris                                                       | 100m rug (v)    | 6e           | serie 3: 1.19,3 (4e tijd) HF 1: 1.18,1 (4e tijd) finale: 1.18,9       |
| Greetje Galliard                                                      | 100m rug (v)    | 8e           | serie 4: 1.18,2 (1e tijd) HF 1: 1.18,4 (5e tijd) finale: 1.19,1       |
| Ria van der Horst                                                     | 100m rug (v)    | 5e           | serie 1: 1.18,7 (1e tijd) HF 2: 1.18,7 (3e tijd) finale: 1.18,8       |
| Jannie de Groot                                                       | 200m school (v) | 5e           | serie 1: 3.04,4 (3e tijd) HF 1: 3.01,4 (2e tijd) finale: 3.06,2       |
| Tonnie Hom                                                            | 200m school (v) | 7e           | serie 2: 3.06,0 (2e tijd) HF 2: 3.05,7 (4e tijd) finale: 3.07,5       |
| Nel van Vliet                                                         | 200m school (v) | Goud         | serie 3: 2.57,4 OR (1e tijd) HF 2: 2.57,0 OR (1e tijd) finale: 2.57,2 |
| Margot Marsman Irma Schuhmacher Hannie Termeulen Marie-Louise Vaessen | 4x100m vrij (v) | Brons        | serie 2: 4.31,3 OR (1e tijd) finale 4.31,6                            |